# Football Club Yverdon Sport (féminines)
Maillots
Actualités
Le Football Club d'Yverdon Sport, plus communément FC Yverdon Féminin, est un club de football féminin situé à Yverdon-les-Bains, dans le canton de Vaud, en Suisse. Le club évolue en Ligue Nationale A.
Au départ, le FC Yverdon Féminin était la section féminine du FC Yverdon-Sport. En 2007, le club a pris son indépendance.
Le club a évolué durant 13 saisons continue en LNA (2006-2019), remportant deux coupes suisse, la 1re le 15 mai 2010 en battant Young Boys sur le 3-2 au temps supplémentaire
, la 2e en 2011 toujours contre Young-Boys sur le score de 2:0 

## Palmarès
- Coupe de Suisse (2) : 2010 - 2011
- Championnat Suisse :
  - Vice Champion Suisse (2) : 2009, 2010